# Otto Funke (homme politique)
Pour les articles homonymes, voir Funke.
Otto Funke (né le 23 août 1915 à Lennep, mort le 22 décembre 1997 à Berlin) est un homme politique est-allemand et résistant allemand au nazisme.

## Biographie
Funke, fils d'une famille ouvrière, est élève du Realgymnasium d'Elberfeld jusqu'en 1932. En 1930, il devient membre de la Jeunesse ouvrière socialiste et, en 1931, de la Ligue des jeunes communistes d'Allemagne (KJVD). En 1933, il rejoint le Parti communiste d'Allemagne (KPD). À partir de février 1933, il participe à la résistance contre le nazisme et est membre de la direction du KJVD clandestin à Wuppertal et de la direction du district du KPD de la Basse-Rhénanie. Funke est arrêté en mars 1935 et en juillet 1935 condamné par l'Oberlandesgericht Hamm à deux ans de prison, qu'il passe dans les prisons de Wuppertal, Moabit, Hamm et Wittlich. Licencié en 1937, Funke se forme à partir de 1938 pour devenir commis technique à la Maschinenfabrik Augsburg-Nürnberg à Düsseldorf, où il travaille jusqu'en 1944. Funke est considéré comme indigne du service militaire jusqu'en 1944, mais il est finalement enrôlé dans la Wehrmacht et est prisonnier de guerre en Norvège par les Soviétiques.
Funke revient en Allemagne en novembre 1945 et devient instructeur de jeunesse pour la direction du district du KPD en Thuringe et de décembre 1945 à mars 1946  est officier de la jeunesse à l'Office d'État de l'instruction publique en Thuringe. En 1946, Funke devient membre de la Jeunesse libre allemande (FDJ) et du Parti socialiste unifié d'Allemagne (SED). De mars 1946 à avril 1949, il est secrétaire d'organisation et d'avril à septembre 1949, il est président de la direction régionale de la FDJ en Thuringe. De 1946 à 1955, Funke est également membre du conseil central de la FDJ. De septembre 1949 à août 1952, il est deuxième secrétaire de la direction régionale du SED en Thuringe, après la dissolution des Länder de 1952 à 1955, premier secrétaire de la direction du District de Gera et de 1952 à 1956, il est membre de son Bezirkstag. Après des études à l'École du Parti communiste de l'Union soviétique (1955-1956), Funke est premier secrétaire de la direction du SED du district de Suhl de 1956 à 1968, et en même temps membre du conseil du district de Suhl de 1963 à 1969. Funke est candidat de 1958 à 1963 et membre du Comité central du SED de 1963 à 1989.
Funke est membre de la Chambre du peuple de 1950 à 1954 et de 1958 à 1989.
À partir de 1969, il est secrétaire exécutif adjoint, en 1971 il est secrétaire exécutif et de 1974 à 1989, il est président de la direction centrale du Comité des combattants de la résistance antifasciste en RDA. En 1972, Funke est également vice-président de la Fédération Internationale des Résistants (FIR).
Le frère aîné de Funke, Ewald, est exécuté le 4 mars 1938 à Berlin-Ploetzensee.